# Рейментарівська сільська рада
Реймента́рівська сільська́ ра́да — адміністративно-територіальна одиниця та орган місцевого самоврядування в Корюківському районі Чернігівської області. Адміністративний центр — село Рейментарівка.

## Загальні відомості
Рейментарівська сільська рада утворена у 1954 році.
- Територія ради: 74,056 км²
- Населення ради: 487 осіб (станом на 2001 рік)

## Населені пункти
Сільській раді підпорядковані населені пункти:
- с. Рейментарівка
- с. Богдалівка
- с. Гутище
- с-ще Довга Гребля
- с. Заляддя
- с. Олійники

### Колишні населені пункти
- с.Сукачі, 1992 року зняте з обліку

## Склад ради
Рада складається з 12 депутатів та голови.
- Голова ради: Юденко Наталія Миколаївна
- Секретар ради: Розстальна Ніна Петрівна

### Керівний склад попередніх скликань
| Прізвище, ім'я, по батькові    | Основні відомості                                                               | Дата обрання | Дата звільнення |
| ------------------------------ | ------------------------------------------------------------------------------- | ------------ | --------------- |
| Данченко Валерій Володимирович | Сільський голова, 1967 року народження, безпартійний                            | 26.03.2006   | 31.10.2010      |
| Мотчана Антоніна Миколаївна    | Сільський голова, 1972 року народження, освіта середня спеціальна               | 31.10.2010   | 23.09.2013      |
| Юденко Наталія Миколаївна      | Сільський голова, 1982 року народження, освіта середня спеціальна, позапартійна | 25.05.2014   |                 |

Примітка: таблиця складена за даними сайту Верховної Ради України

### Депутати
За результатами місцевих виборів 2010 року депутатами ради стали:

#### За суб'єктами висування
| Суб'єкт висування | Кількість обраних депутатів | %    |
| ----------------- | --------------------------- | ---- |
| Партія регіонів   | 10                          | 83,3 |
| Народна партія    | 1                           | 8,3  |
| Самовисування     | 1                           | 8,3  |

#### За округами
| № округу        | Прізвище, ім'я, по батькові     | Дата визнання обраним | Освіта             | Партійна приналежність | Відомості про обраного депутата                                         |
| --------------- | ------------------------------- | --------------------- | ------------------ | ---------------------- | ----------------------------------------------------------------------- |
| Народна Партія  |                                 |                       |                    |                        |                                                                         |
| 11              | Примаченко Тетяна Володимирівна | 02.11.2010            | середня спеціальна | позапартійна           | Рейментарівська сільська рада, секретар                                 |
| Партія регіонів |                                 |                       |                    |                        |                                                                         |
| 1               | Онопченко Едуард Петрович       | 02.11.2010            | середня            | член Партії регіонів   | Фермерське господарство, фермер                                         |
| 2               | Дворецький Михайло Іванович     | 02.11.2010            | середня            | член Партії регіонів   | Холминське лісництво, робітник                                          |
| 3               | Сокрута Сергій Петрович         | 02.11.2010            | середня спеціальна | член Партії регіонів   | фізична особа-підприємець, керівник                                     |
| 4               | Портареску Світлана Анатоліївна | 02.11.2010            | середня            | член Партії регіонів   | Рейментарівський сільський клуб, завідувачка                            |
| 5               | Анопченко Людмила Антонівна     | 02.11.2010            | середня спеціальна | член Партії регіонів   | тимчасово не працює                                                     |
| 6               | Розстальний Віталій Федорович   | 02.11.2010            | середня спеціальна | член Партії регіонів   | тимчасово не працює                                                     |
| 7               | Васюк Микола Федорович          | 02.11.2010            | середня            | позапартійний          | Рейментарівська с/р, кочегар                                            |
| 8               | Ковальчук Катерина Михайлівна   | 02.11.2010            | вища               | позапартійна           | Савинківська загальноосвітня школа І-ІІІ ст., вчитель початкових класів |
| 9               | Розстальна Ніна Петрівна        | 02.11.2010            | середня спеціальна | член Партії регіонів   | Рейментарівський фельдшерсько-акушерський пункт, санітарка              |
| 10              | Лещенко Людмила Миколаївна      | 02.11.2010            | середня спеціальна | член Партії регіонів   | Холминське споживче товариство, продавець                               |
| Самовисування   |                                 |                       |                    |                        |                                                                         |
| 12              | Мотчаний Володимир Тихонович    | 02.11.2010            | середня            | позапартійний          | тимчасово не працює                                                     |